# Ballbreaker
Ballbreaker er et album af det australske hårde rock band AC/DC, som blev udgivet i 1995. Det var bandets første studiealbum indenfor de sidste fem år, siden The Razors Edge fra 1990. Til Ballbreaker var den gamle trommeslager Phil Rudd vendt tilbage, efter han forlod bandet i 1983 på grund af alkoholsproblemer. De tre singler der blev udgivet fra albummet var "Hard as a Rock," "Cover You in Oil," og "Hail Caesar." Albummet blev produceret af Rick Rubin, der havde udtalt sig, at han selv var en stor AC/DC fan. Rubin havde før i tiden arbejdet med bandet for at producere sangen "Big Gun," der blev udgivet to år før det blev brugt som soundtrack til filmen Last Action Hero.

## Spor
- Alle sangene blev skrevet af Angus Young og Malcolm Young.

1. "Hard as a Rock" – 4:31
2. "Cover You in Oil" – 4:32
3. "The Furor" – 4:10
4. "Boogie Man" – 4:07
5. "The Honey Roll" – 5:34
6. "Burnin' Alive" – 5:05
7. "Hail Caesar" – 5:14
8. "Love Bomb" – 3:14
9. "Caught With Your Pants Down" – 4:14
10. "Whiskey on the Rocks" – 4:35
11. "Ballbreaker" – 4:31

## Musikere
- Brian Johnson – Vokal
- Angus Young – Lead guitar, bagvokal
- Malcolm Young – Rytmeguitar, bagvokal
- Cliff Williams – Bas, bagvokal
- Phil Rudd – Trommer, bagvokal